# Policía de Escocia
La Policía de Escocia (en gaélico escocés: Poileas Alba), denominado oficialmente Servicio de Policía de Escocia (Seirbheis Phoilis na h-Alba), es la fuerza policial nacional de Escocia. Se formó en 2013 con la fusión de las ocho fuerzas policiales regionales existentes en Escocia hasta el momento, así como de los servicios especiales de la Autoridad de Servicios de Policía de Escocia, incluida la Agencia Escocesa de Control de Delitos y Drogas. Aunque no lo absorbió formalmente, la fusión también resultó en la disolución de la Asociación de Jefes de Policía de Escocia . 
La Policía de Escocia es la segunda fuerza policial más grande del Reino Unido, después de la Policía Metropolitana de Londres, en términos de número de agentes. Asimismo es, con mucho, la fuerza policial territorial más grande en términos de su área geográfica de responsabilidad. El Jefe de la Policía responde ante la Autoridad de Policía de Escocia, y la fuerza es inspeccionada por la Inspección de Policía de Su Majestad en Escocia. 
Escocia también está bajo la responsabilidad de la Policía del Ministerio de Defensa, la Policía del Transporte Británica y del Civil Nuclear Constabulary dentro de sus respectivas jurisdicciones. La Policía Metropolitana de Londres tiene algunas competencias en territorio escocés debido a sus competencias en todo el territorio británico en lo que respecta a la protección de la Familia Real y otras personas protegidas, como el Primer Ministro; la Agencia Nacional contra el Crimen también tiene alguna jurisdicción en Escocia. 

## Historia

### Antes de la fusión
Tras un proceso de consulta, el Gobierno escocés confirmó el 8 de septiembre de 2011 que se crearía un servicio único de policía en Escocia. El gobierno escocés declaró que "la reforma salvaguardará la policía de primera línea en las comunidades mediante la creación de oficiales superiores locales designados para cada área del consejo con el deber legal de trabajar con los consejos para dar forma a los servicios locales. El establecimiento de un servicio único tiene como objetivo garantizar un acceso más equitativo a los servicios y la experiencia nacionales y especializados, como los principales equipos de investigación y los equipos de armas de fuego, cuando y donde se necesiten".  

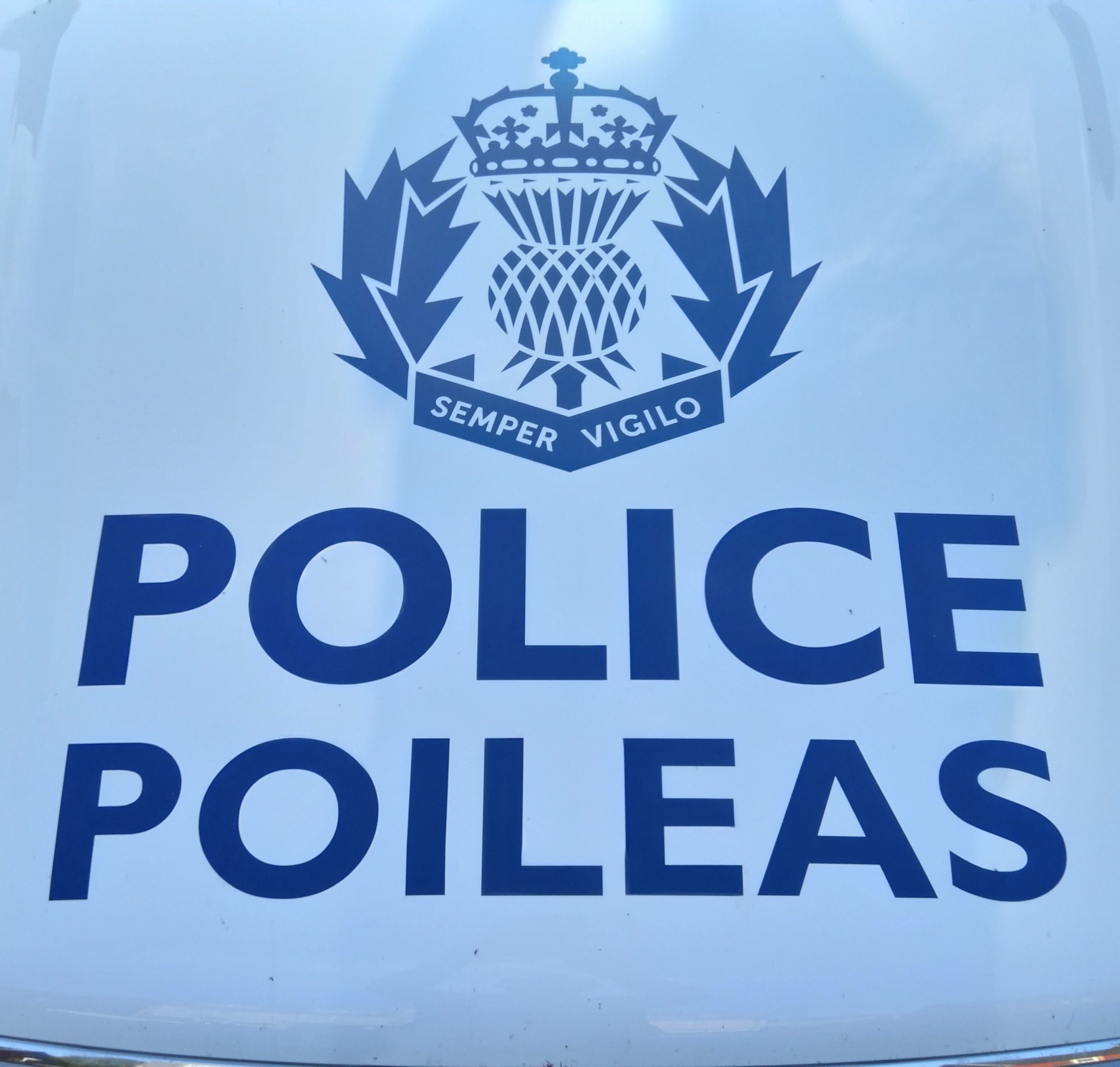
Detalle de vehículo policial escocés

El Proyecto de Ley de reforma de la Policía y los Bomberos se publicó en enero de 2012 y fue aprobado el 27 de junio de 2012 tras el escrutinio del Parlamento escocés. El proyecto de ley recibió la aprobación real como la Ley de Reforma de la Policía y los Bomberos en Escocia de 2012 . En septiembre de 2012, el jefe de policía de Strathclyde, Stephen House, fue anunciado como el futuro primer Jefe de Policía de Escocia, prestando juramento el 1 de octubre de 2012. El primer presidente de la Autoridad de Policía de Escocia, Vic Emery (entonces el coordinador de la Autoridad de Servicios de Policía de Escocia ), fue nombrado en agosto de 2012.
En febrero de 2013, salió a la luz que el logotipo de Police Scotland anunciado anteriormente no podía utilizarse porque la fuerza no había obtenido la aprobación del Tribunal de Lord Lyon. Este nuevo símbolo, un cardo (símbolo nacional escoicés) estilizado sobre un escudo escocés representando la bandera nacional, no cumplió con las antiguas reglas heráldicas de la Corte de Lyon y, por lo tanto, fue descartado. No se aprobó un logotipo permanente a tiempo para la creación de la Policía de Escocia el 1 de abril de 2013, pero el emblema del cardo coronado anterior a 2013 finalmente se reintrodujo en julio de 2013. Este emblema fue diseñado originalmente para la antigua Policía de Dumfries por Robert Dickie Cairns, profesor de arte en la Academia Dumfries. Con algunas variaciones artísticas menores, era el mismo logotipo utilizado por todas las fuerzas policiales regionales escocesas antes del 1 de abril de 2013. 
La Policía de Escocia se creó oficialmente el 1 de abril de 2013 en virtud de la Ley de Reforma de la Policía y los Bomberos en Escocia de 2012, que fusiona las siguientes agencias policiales escocesas: 
- Policía de Escocia Central,
- Policía de Dumfries y Galloway,
- Policía de Fife,
- Policía de Grampian,
- Policía de Lothian and Borders,
- Policía del Norte,
- Autoridad de Servicios de Policía de Escocia, incluida la Agencia Escocesa de Control de Drogas y Crimen,
- Policía de Strathclyde,
- Policía de Tayside.

### Desde la fusión

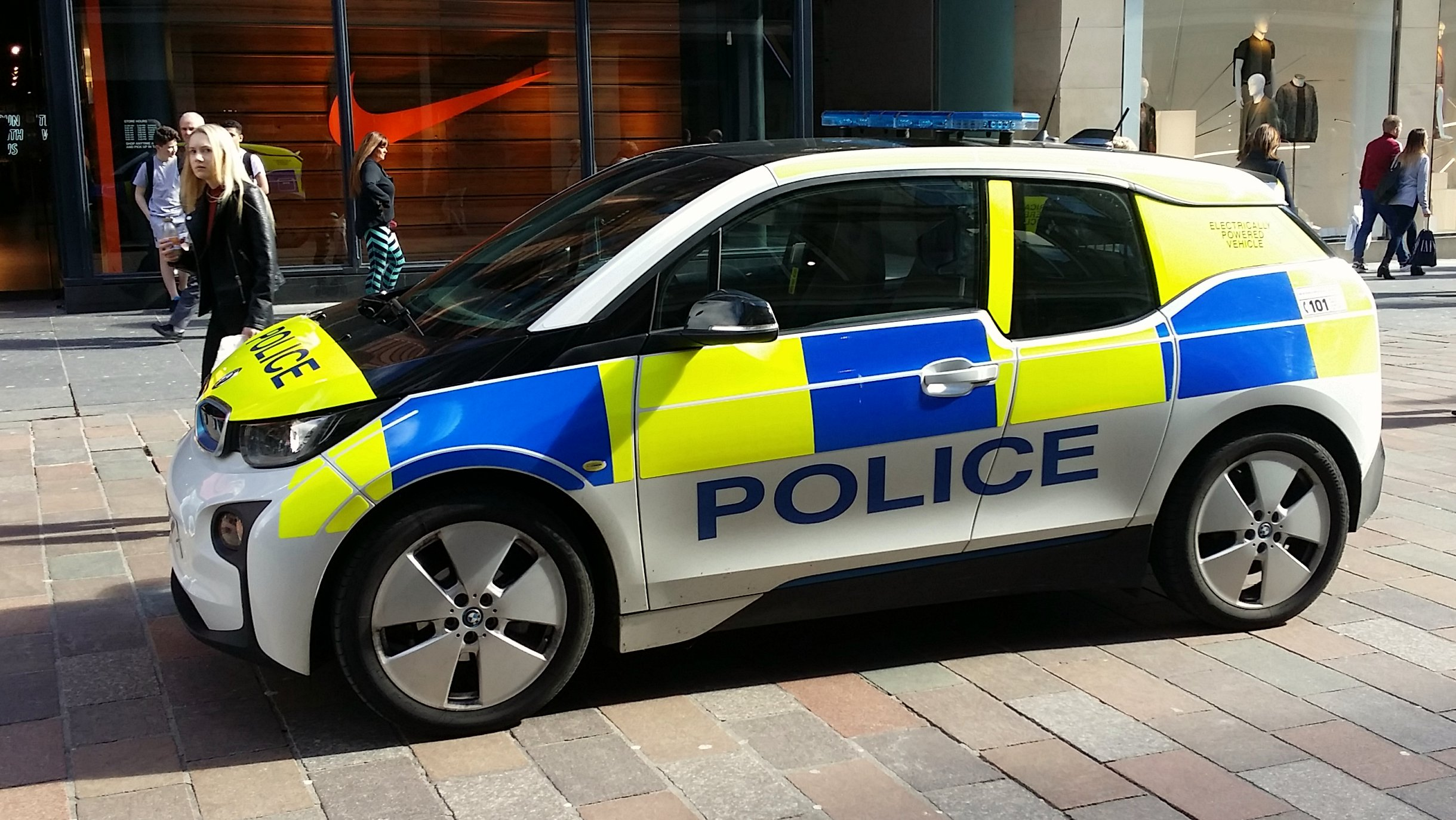
Vehículo patrulla BMW i3

En junio de 2014, un correo electrónico interno de la Policía de Escocia filtrado a los gerentes de la policía en Dunfermline ordenó un aumento sustancial en las actividades de detención y registro y advirtió que cualquier agente de policía que no cumpliera con los objetivos más altos estaría sujeto a una revisión de su desempeño de las funciones. La Policía de Escocia ha negado anteriormente el establecimiento de objetivos de rendimiento de para agentes individuales. El mes siguiente, se reveló que entre abril y diciembre de 2013, los agentes de la Policía de Escocia detuvieron y registraron a  a una tasa de 979,6 por cada 10000 personas, una tasa tres veces mayor que la de la Policía Metropolitana y nueve veces mayor que elDepartamento de Policía de Nueva York .  
También se reveló que la Autoridad de Policía de Escocia, el organismo encargado de supervisar a la Policía de Escocia, había eliminado las críticas al uso de la Policía de Escocia de los poderes de detener y registrar de un informe que había encargado. También se eliminaron del informe los pedidos de una revisión de la detención y registro de niños y de una aclaración del objetivo principal de la política.
En octubre de 2013, Police Scotland anunció propuestas para cerrar 65 de los 215 mostradores públicos de las comisarías y reducir el horario de apertura en otros. La Policía de Escocia argumentó una caída en el número de personas que visitan las oficinas públicas y el desarrollo de nuevas formas para que el público se comunique con la policía, incluido el número de teléfono 101 y los puntos de contacto que conectan a las personas que llaman en las estaciones de policía directamente con los agentes, como razones para la propuesta. cierres. En noviembre de 2016, se supo que 58 comisarías más podrían cerrar como parte de una revisión de las propiedades del nuevo cuerpo unificado.

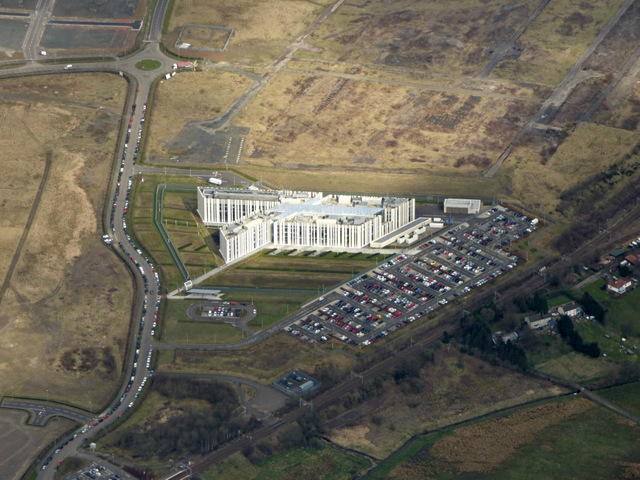
Scottish Crime Campus, enGartcosh

En 2014, se inauguró el Scottish Crime Campus (Campus Escocés del Delito en castellano) en Gartcosh . Esta instalación de 73 millones de libras alberga varios departamentos especializados de investigación y análisis de la policía, incluidos los servicios forenses, y también es la base de otras agencias relacionadas con el cumplimiento de la ley, como la Oficina de la Corona y el Servicio Fiscal del Procurador, HM Revenue and Customs y Agencia Nacional del Crimen británica. La Policía de Escocia fue la agencia responsable de la seguridad de los Juegos de la Mancomunidad de 2014.

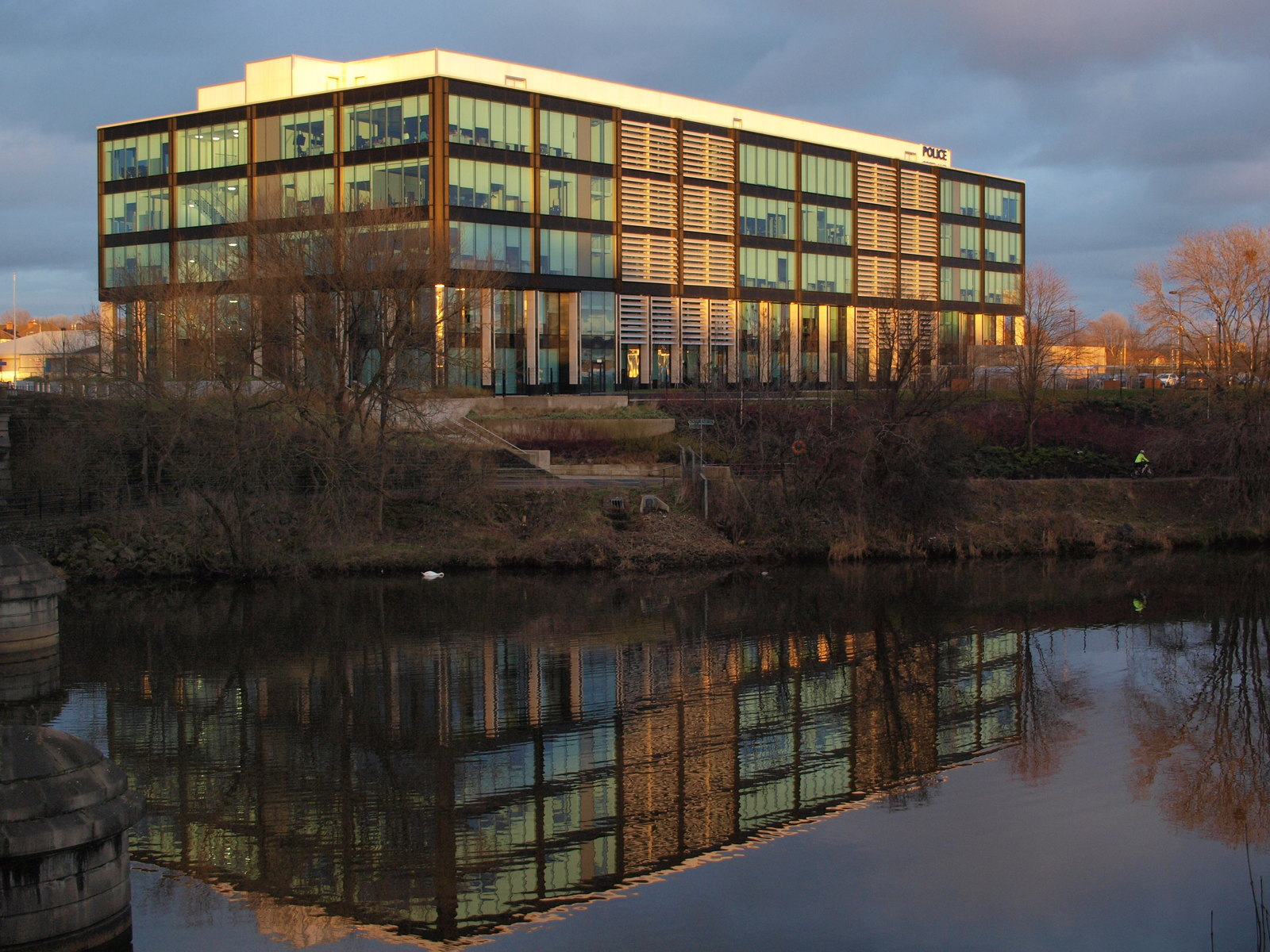
Nueva sede administrativa a las orillas del río Clyde en Glasgow

En 2015, la antigua sede de la policía de Strathclyde en Pitt Street, en el centro de Glasgow, se cerró y los agentes allí radicados fueron trasladados a una nueva oficina de 24 millones de libras esterlinas en el distrito de Dalmarnock de la ciudad.

#### Salas de control
En octubre de 2013, se anunció que se estaba revisando el número de salas de control policial y centros de servicio de gestión de llamadas en Escocia, con la posibilidad de que se cerraran siete de cada diez oficinas. Las salas de control consideradas para el cierre incluyeron Dumfries, Aberdeen e Inverness; la sala de control de Dumfries cerró en mayo de 2014, y la carga de trabajo fue absorbida por las instalaciones existentes en Glasgow y Motherwell. Pronto siguieron las instalaciones en Glenrothes y Stirling, y todas sus llamadas se trasladaron a un solo sitio para el este de Escocia en Bilston, Midlothian.
La sala de control y el centro de servicios de Aberdeen cerraron en marzo de 2017, e Inverness la siguió en febrero de 2018 con el personal de esta última ubicación invitado a volver a capacitarse en una unidad dedicada que realiza verificaciones de antecedentes penales y otras investigaciones a través del Police National Computer y bases de datos relacionadas.Ese departamento se inauguró formalmente en mayo de 2018.

## Organización

### Equipo ejecutivo
A junio de 2020:
- Jefe de Policía : Iain Livingstone, QPM.
- Subjefe de Policía (People and Professionalism): Fiona Taylor.
- Subjefe de Policía (Local policing): Will Kerr,  OBE.
- Subjefe de Policía (Crime and Operations): Malcolm Graham.
- Subjefe de Policía: Bernard Higgins.
- Asistente delJefe de Policía (Local Policing-East): Tim Mairs.
- Asistente del Jefe de Policía(Local Policing-West): Steve Johnson.
- Asistente del Jefe de Policía (Local Policing-North): John Hawkins.
- Asistente del Jefe de Policía (Operational Support): Mark Williams.
- Asistente del Jefe de Policía (Organised Crime, Counter Terrorism and Intelligence): Angela McLaren.
- Asistente del Jefe de Policía (Professionalism and Assurance): Alan Speirs.
- Asistente del Jefe de Policía (Partnerships, Prevention and Community Wellbeing): Gary Ritchie.
- Asistente del Jefe de Policía (Local Policing-Criminal Justice): Kenny MacDonald.
- T/Asistente del Jefe de Policía (Major Crime and Public Protection): Duncan Sloan.
- T/Asistente del Jefe de Policía (Operational Change and Resilience): Roddy Irvine.
- Director adjunto (Corporate Services, Strategy and Change): David Page.
- Director de Información y Digitalización: Andrew Hendry
- Director de Cambio: Neil Dickson.
- Director de Integración Comercial: Tom McMahon.
- Director de Personas y Desarrollo: Jude Helliker.
- Director Financiero: James Gray.

Todos los oficiales ejecutivos de la fuerza se encuentran actualmente en el castillo de Tulliallan en Kincardine. El salario del Asistente del Jefe de Policía depende de su experiencia previa y normalmente estaría entre 90000 y 106000 libras al año.

### Escalafón
La Policía de Escocia utiliza la misma estructura de rangos que otras fuerzas policiales del Reino Unido. Los rangos de alguacil (Constable), sargento (Sergeant) e inspector (Inspector) pueden ir precedidos del término Policía o las abreviaturas de PC y, más raramente, PS y PI. Sin embargo, normalmente se omite la palabra Policía ya que es innecesaria. Los oficiales detectives tienen el prefijo Detective, por ejemplo Detective Constable (abreviado DC) o Detective Superintendent (abreviado DSupt). 
| Rango                         | Abreviatura común | Salario            |
| ----------------------------- | ----------------- | ------------------ |
| Jefe de policía               | CC                | 214.404 £          |
| Subjefe de policía            | DCC               | 174.741 £          |
| Asistente del jefe de policía | ACC               | 118 485 £          |
| Superintendente jefe          | Ch Supt / DCS     | £ 86,433- £ 91,179 |
| Superintendente               | Supt / DSupt      | £ 69,735- £ 82,368 |
| Inspector jefe                | Ch Insp / DCI     | £ 59,133- £ 62,001 |
| Inspector                     | Insp / DI         | £ 52,374- £ 58,164 |
| Sargento                      | Sargento / DS     | £ 42,966- £ 47,298 |
| Alguacil                      | PC / DC           | £ 26,037- £ 42,234 |

### Labores de policía a nivel local (local policing)

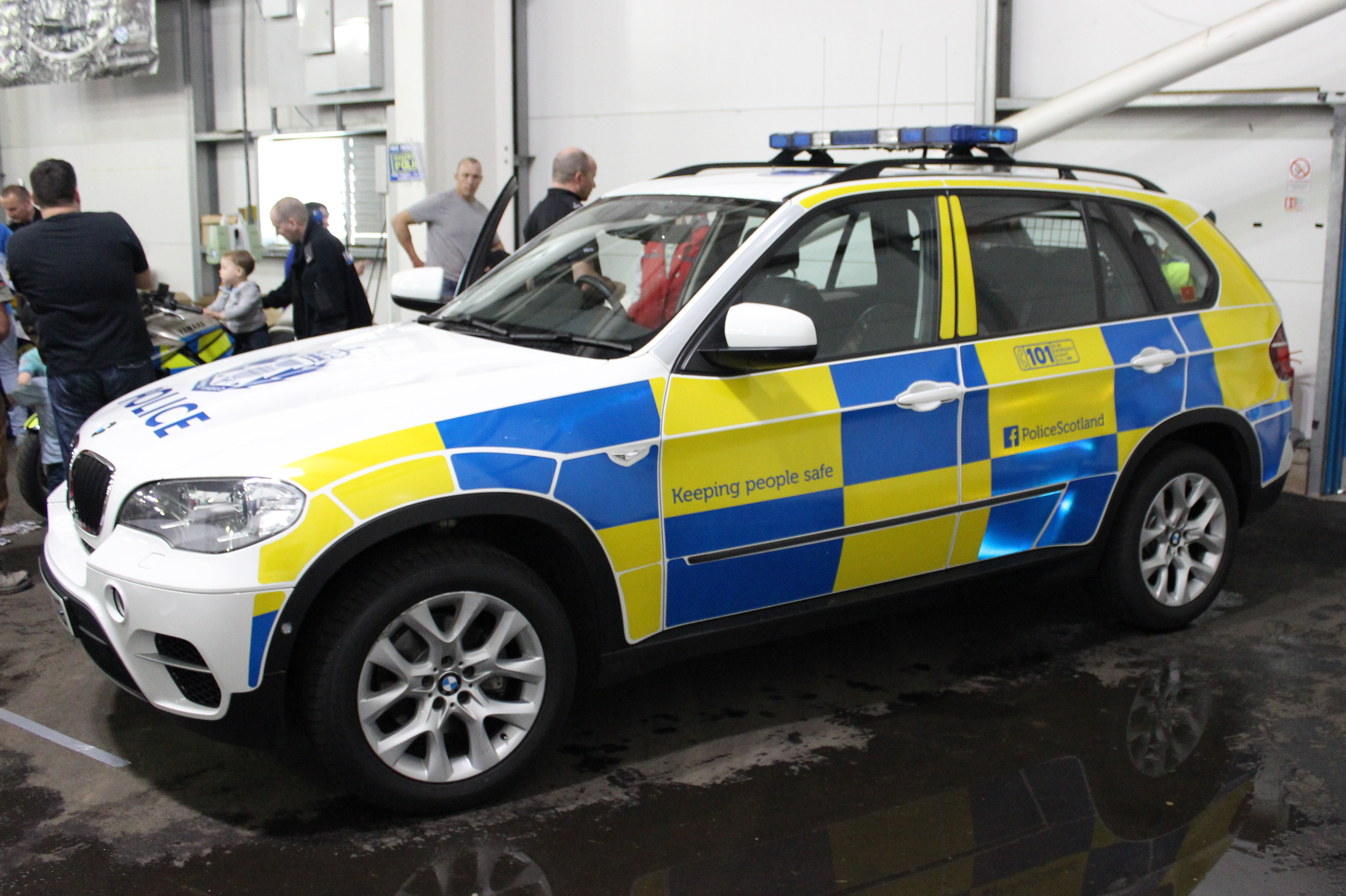
Vehículo patrulla BMW X5

Las funciones de lo que en el mundo anglosajón se denomina local policing (seguridad ciudadana, contacto con los vecindarios, etc.) en Escocia están supervisada por un Subjefe de Policía (Deputy Chief Constable). El país está dividido geográficamente en 3 regiones: Norte, Este y Oeste, cada una dirigida por un Asistente del Jefe de Policía (Assistant Chief Constable). 
Hay 13 divisiones, cada una de las cuales cubre una o más áreas de la autoridad local y está dirigida por un Superintendente Jefe (Chief Superintendent). Todos los comandantes de división son "personas que ascendieron de rango en esa parte del país". Las divisiones se dividen en Comandos de Área, bajo Inspectores Jefes (Chief Inspectors). Estos son administrados por las Salas (Ward), teniendo cada una su propio equipo de vigilancia local (local policing) para la respuesta a incidentes y un equipo de resolución de problemas de la comunidad.

### Specialist Crime Division
La División Especializada en Delitos (SCD) brinda acceso a recursos nacionales de investigación e inteligencia para asuntos relacionados con delitos mayores, el crimen organizado, la lucha contra el terrorismo, inteligencia, vigilancia policial encubierta y protección pública. El SCD está compuesto por más de 2000 agentes y se encarga de las personas que representan la amenaza más importante para la comunidad.

#### Border Policing Command
Los agentes del Comando de Policía Fronteriza operan en los principales aeropuertos de Escocia y llevan a cabo registros de pasajeros en virtud de la Ley de Terrorismo de 2000.

#### Special Branch
La Sección Especial, que no es el término oficial utilizado por la Policía de Escocia puesto que es una parte encubierta del servicio que puede constar de varias unidades, tiene como función principal el recopilar información de inteligencia sobre las operaciones terroristas y todos los incidentes relacionados con el terrorismo. Cualquier información de inteligencia es transmitida al Servicio de Seguridad (MI5) así como a la agencia correspondiente a la situación que corresponda. La Sección Especial también recopila inteligencia sobre actividades de extremistas políticos y de derechos de los animales. Además, brinda protección personal a personalidades importantes o personas que pueden ser vulnerables a posibles ataques terroristas. Trabajan en estrecha colaboración con el Servicio Secreto de Inteligencia (MI6), el Servicio de Seguridad (MI5) y otras fuerzas policiales del Reino Unido.  
Ejerce labores muy similares a los servicios de información de las Fuerzas y Cuerpos de Seguridad en España (Comisaría General de Información de la Policía Nacional y Servicio de Información de la Guardia Civil, entre otros). 

#### Organised Crime and Counter Terrorism Unit
La Policía de Escocia tiene responsabilidades limitadas en lo que respecta a la lucha contra el terrorismo, siendo la Policía Metropolitana de Londres la principal fuerza detrás de las operaciones antiterroristas en todo el Reino Unido. Sin embargo, la SCD desarrolla apoyos en la lucha contra el terrorismo a través de la Unidad de Delincuencia Organizada y Lucha contra el Terrorismo dentro del territorio escocés. 

#### Major Investigation Teams
Los Equipos Principales de Investigación (MIT) están ubicados en toda Escocia y son responsables de liderar la investigación de todas las investigaciones de homicidio e investigaciones penales complejas y a gran escala. Aunque cada MIT es responsable de investigar los casos dentro de su propia área, cuando es preciso, pueden desplegarse en cualquier lugar del país para responder a las necesidades del caso.

#### National Anti Corruption Unit
La Unidad Nacional Anticorrupción es la primera de su tipo en la vigilancia policial del Reino Unido y trabaja en asociación con el sector público para prevenir la corrupción en organizaciones financiadas con fondos públicos. La unidad también ofrece una capacidad de investigación especializada. La unidad se divide en dos equipos, uno centrado internamente en el propio cuerpo policial (asuntos internos), mientras que un segundo equipo se centra en las organizaciones financiadas con fondos públicos.

#### National Human Trafficking Unit
La Unidad de Coordinación de Inteligencia de Escocia y la Unidad Antivicio de la Policía de Strathclyde se fusionaron el 1 de abril de 2013 para formar la nueva Unidad Nacional de Trata de Personas (NHTU). Desarrolla funciones de investigación y persecución de los delitos relacionados con la trata de seres humanos. 

#### National Rape Taskforce
La investigación de violaciones y otros delitos sexuales es una prioridad para la Policía de Escocia. Las unidades del Grupo de Trabajo Nacional contra la Violación están ubicadas en Glasgow y Aberdeen. Proporcionan una capacidad de investigación nacional y una función de revisión de casos.
Prison Intelligence Unit
La Unidad de Inteligencia Penitenciaria (PIU) proporciona una interfaz para el intercambio de información e inteligencia entre la Policía de Escocia y el Servicio de Prisiones de Escocia. La unidad también desarrolla y apoya políticas, procedimientos, planificación, investigación, desarrollo de tecnología, asesoramiento y comunicación entre la Policía de Escocia y el Servicio de Prisiones de Escocia.

### Licensing and Violence Reduction Division
La División de Licencias y Reducción de la Violencia (LVRD) desarrolla una serie de funciones variadas que incluyen los equipos titulares de licencias de alcohol y reducción de la violencia. 
Una de las unidades de más alto perfil dentro de la LVRD es el Grupo de Trabajo sobre Abuso Doméstico (DATF). El DATF tiene presencia en cada una de las áreas de mando (Oeste, Este y Norte). Tiene la responsabilidad nacional de abordar de manera proactiva el abuso doméstico. Sus equivalentes divisionales son las Unidades de Investigación de Abuso Doméstico. 
Otra unidad dentro de la división es la Unidad de Policía Flexible de la Fuerza (FFPU), con base en las tres áreas de comando (Norte, Este y Oeste). La función principal de esta unidad es actuar sobre ámbitos geográficos específicos en materia relacionada con los picos de tendencias delictivas, especialmente los que involucran violencia, alcohol, comportamiento antisocial u otros delitos de alta incidencia; así como llevar a cabo tareas en forma de patrullas de alta visibilidad y seguridad pública. 

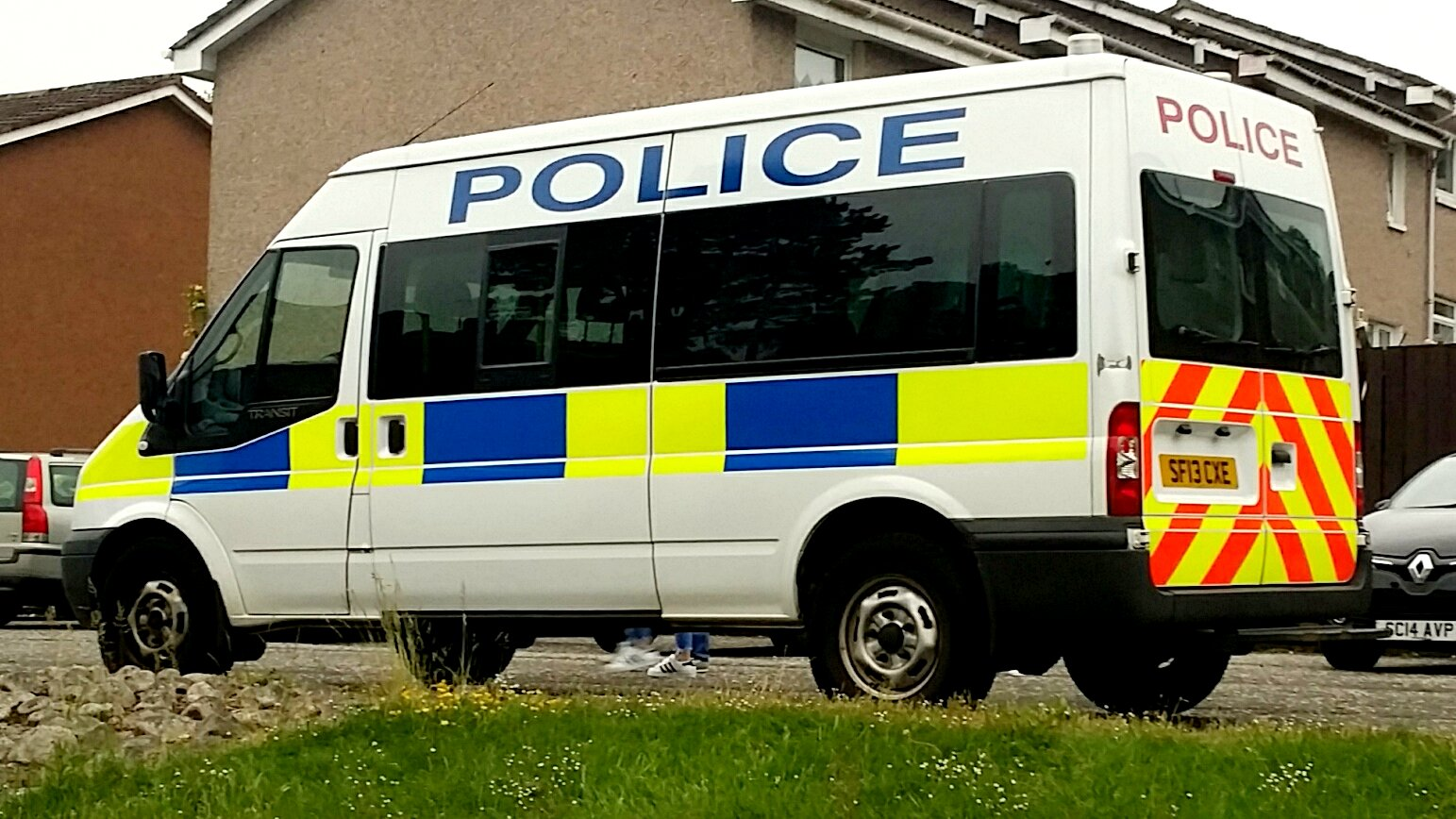
Furgón de la Policía de Escocia

La ciudad de Glasgow fue una de las primeras en Escocia en probar con éxito una Unidad especializada en reducción de la violencia . 

### Operational Support Division
La División de Apoyo Operacional tiene asignadas funciones muy variadas.

#### Vigilancia de carreteras
La vigilancia de la red de carreteras de Escocia es responsabilidad de la Unidad de Vigilancia de Carreteras (Roads Policing Unit). El objetivo de los departamentos de esta unidad es lograr la reducción de víctimas de accidentes de tráfico entre otros objetivos operativos más amplios. Hay aproximadamente 500 agentes en Escocia, siendo el Superintendente Jefe Stewart Carle el jefe de la unidad. A diferencia de muchas otras fuerzas policiales, no existe una unidad de investigación de accidentes y atestados. En su lugar, la investigación de los incidentes fatales recae en agentes especialmente capacitados que desempeñan el papel junto a sus funciones básicas de patrulla de carreteras. 
Operational Support Unit
Se han establecido seis Unidades de Apoyo Pperacional (OSU) para proporcionar agentes especialmente capacitados capacitados en búsqueda y rescate, orden público y respuesta química, biológica, radiológica y nuclear (NRBQ). Cuando no se utilizan en sus funciones de especialistas, los agentes de la OSU se despliegan en las comunidades locales y se centran en los problemas según lo indique la demanda. Las OSU tienen su sede en Aberdeen, Inverness y Dundee (norte), Edimburgo y Alloa (este) y Glasgow (oeste). A lo largo del territorio, la OSU comprende un total de 6 inspectores, 18 sargentos y 172 agentes.

#### Armed Policing
La Policía Armada proporciona Vehículos de Respuesta Armada (ARV en inglés), que son la Unidad Especializada en Armas de Fuego y Capacitación para la Policía Armada. 
Antes del inicio de la Policía de Escocia, las tareas rutinarias de los oficiales de ARV variaban ampliamente con diferentes modelos de despliegue. Police Scotland ha introducido patrullas tipo ARV en las 13 divisiones policiales locales de Escocia con 275 agentesdedicados.

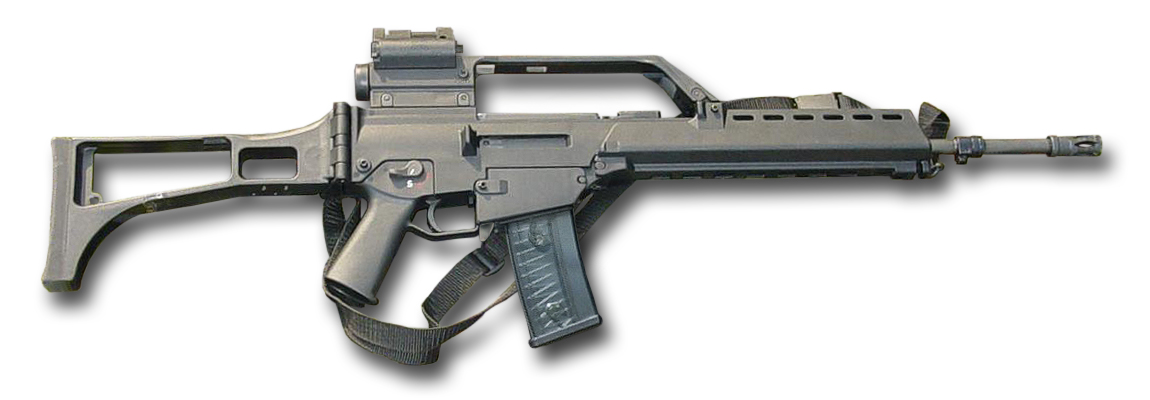
Fusil HK G36 en uso por la Policía de Escocia

Los miembros de la Policía Armada llevan una pistola eléctrica X26 o X2, una pistola Glock 17 y un fusil de asalto Heckler & Koch G36. La decisión en la fundación del cuerpo policial del exjefe de policía Sir Stephen House fue que se otorgase a los agentes de las ARV una autoridad permanente para portar sus armas y, además, permitirles poder responder a incidentes de rutina sin armas de fuego para brindar apoyo a la policía mediante patrullas regulares y asignadas. En octubre de 2014, se cambió esta política interna del cuerpo para que solo se pueda asignar agentes ARV a un incidentes que involucrasen armas de fuego o una amenaza para la vida de las personas. 
La Unidad Especialista en Armas de Fuego de la Policía de Escocia forma parte de la Red CTSFO del Reino Unido.
En junio de 2016, se anunció que habría 124 agentes armados adicionales, de estos, 90 se dedicarían a Vehículos de Respuesta Armada y 34 serían agentes especializados en la formación en el uso de las armas de fuego, lo que eleva el número total de miembros armados a 365.

#### Dog Branch
La unidad cinológica comprende 75 cuidadores de perros policía ubicados en toda Escocia. El entrenamiento se ha centralizado en el Centro Nacional de Adiestramiento Canino en Glasgow.

#### Air Support Unit
La Unidad de Apoyo Aéreo tiene su base en el Helipuerto de la Ciudad de Glasgow y consta de un helicóptero, propiedad de Bond Air Services y operado por él bajo convenio con la administración escocesa. La tripulación de un helicóptero consta de un piloto civil y dos observadores agentes de policía del cuerpo. La Unidad de Apoyo Aéreo fue heredada de la Policía de Strathclyde, la única fuerza policial en Escocia que poseía tal unidad durante la fusión en abril de 2013. Las Unidades de Apoyo Aéreo de la Policía de Escocia y Strathclyde han sufrido un total de tres accidentes con pérdida del aparato, dos de los cuales resultaron en el fallecimiento de varias personas, incluida la tripulación.
La Policía de Escocia tuvo acceso a un helicóptero prestado, un Eurocopter EC135 matrícula G-CPSH, de la Unidad de Apoyo Aéreo de Chiltern del Servicio Aéreo de la Policía Nacional; pero fue retirado del servicio debido a recortes presupuestarios. 
La Policía de Escocia recibió su propio nuevo EC135 a principios de 2017, registrado con matrícula G-POLS. La aeronave sigue siendo alquilada a Babcock, que sigue proporcionando pilotos, mantenimiento y apoyo. 

#### Dive & Marine Unit
Existen dos unidades a tiempo completo con habilidades tanto en búsqueda submarina como en capacidad marina, Tienen base en Greenock (1 sargento y 11 agentes) y Aberdeen (supervisor de buceo y cuatro agentes). Se contrata a varios buzos no miembros del cuerpo en todo el país para brindar apoyo adicional cuando es preciso.

#### Mounted Branch
Las unidades montadas de la Policía de Strathclyde y la Policía de Lothian and Borders se fusionaron antes de la formación de la Policía de Escocia. La unidad combinada proporciona policía montada en toda Escocia. Tiene su sede en Stewarton, East Ayrshire, y cuenta con 22 caballos.

#### Mountain Rescue
La Policía de Escocia opera tres equipos de rescate de montaña (Grampian, Strathclyde y Tayside), que brindan capacidades de búsqueda y rescate en todo el territorio nacional escocés. La responsabilidad a menudo es delegaga en el Servicio de Rescate de Montaña o en el cuerpo de Guardacostas británico. 

### Special Constabulary
Los agentes del Special Constabulary son voluntarios no remunerados que tienen los mismos poderes policiales que sus contrapartes de tiempo completo cuando están de servicio o fuera de servicio. Deben dedicar un mínimo de 96 horas al año en servicio. Aunque no reciben una remuneración, un Programa de Premios de Reconocimiento, remodelado en 2016, otorga un pago de 1100 libras a agentes voluntarios que logran 180 horas de servicio en un período de 12 meses y tienen al menos dos años de servicio policial. 
Los agentes voluntarios llevan a cabo un programa de capacitación integral estandarizado, que normalmente se desarrolla en un curso de al menos ocho fines de semana con una semana completa en el Scottish Police College en Tulliallan . Cuando están de servicio, visten exactamente el mismo uniforme que sus homólogos profesionales; no hay diferencias en su uniforme y son visualmente indistinguibles de sus colegas. Se pueden utilizar volunarios en momentos de necesidad, normalmente trabajando junto a agentes profesionales en la policía comunitaria (local policing) o en los equipos de respuesta a emergencias y en las Divisiones Especializadas en Crimen y Apoyo Operacional, por ejemplo, las unidades canina y de vigilancia vial. 

#### Número de agentes voluntarios
En agosto de 2020, Police Scotland tenía un total de 466 agentes voluntarios. Hay una creciente preocupación sobre las perspectivas futuras del Special Constabulary de la Policía de Escocia debido al descenso anual continuo en el número de SPC (agentes voluntarios).
| 2014 | 2015 | 2016 | 2017 | 2018 | 2019 | 2020 |
| ---- | ---- | ---- | ---- | ---- | ---- | ---- |
| 1394 | 1366 | 820  | 723  | 636  | 513  | 466  |

Fuente de datos.

#### Respuesta a la COVID-19
En respuesta a la pandemia de COVID-19, a solicitud de la Policía de Escocia, numerosos agentes voluntarios del cuerpo aumentaron sus horas significativamente, trabajando 43750 horas totales en los meses de marzo a junio. 

## Agentes caídos en cumplimiento del deber
Los siguientes miembros del Servicio de Policía de Escocia se encuentran dentro del Police Roll of Honour Trust, habiendo fallecido durante el ejercicio de sus funciones:
- Agente de policía Kirsty Nelis, 2013.
- Agente de policía Tony Collins, 2013.
- Capitán David Traill, 2013.
- Agente de policía Mark Murtagh, 2014.
- Agente de policía Rhianydd Hitchcock, 2014.
- Agente de policía Douglas Wiggins, 2016.
- Agente de policía Roy Buggins, 2019.

## Uniformidad y equipamiento

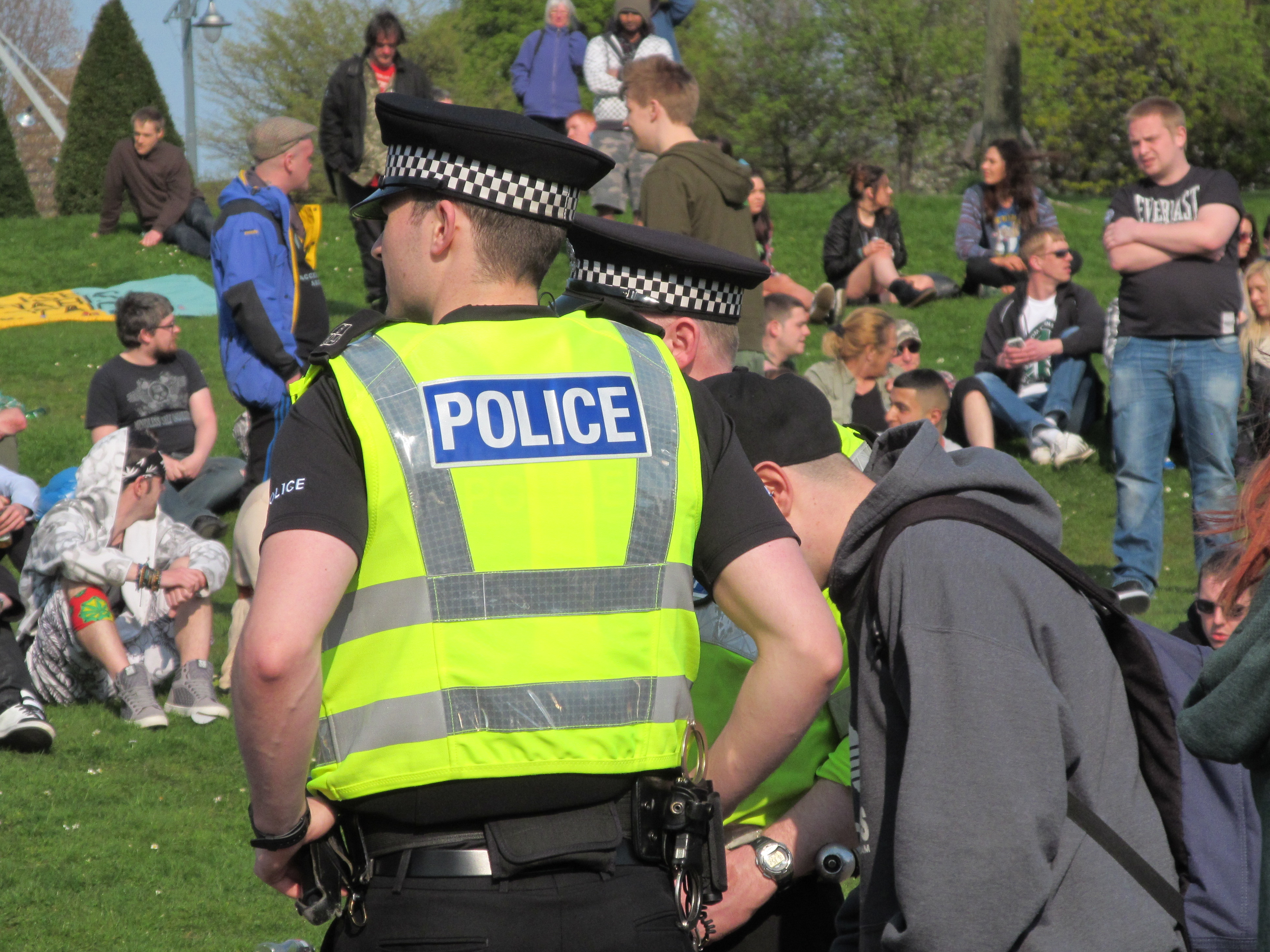
Policía con el uniforme actual en Glasgow

El uniforme estándar consiste en camisetas negras con pantalones negros. También se dotan de polares negros junto con chaquetas impermeables de alta visibilidad. Los chalecos balísticos negros y de alta visibilidad con puntos de sujeción para elementos del equipo también son dotación estándar del cuerpo. 
Las prendas de cabeza de los agentes consisten tradicionalmente en gorras con visera para los hombres y sombreros estilo bombín para las mujeres. Estos sombreros están decorados con el patrón Sillitoe Tartan, un patrón de damero blanco y negro,adoptado por primera vez para uso policial en 1932 por Sir Percy Sillitoe, jefe de policía de la policía de la ciudad de Glasgow. En septiembre de 2019, se anunció que se usarían gorras de béisbol para hacer que los uniformes fueran más neutrales al género de los agentes. Las gorras actuales son de color negro y llevan el patrón Sillitoe Tartan en los laterales y la parte trasera, incluyendo la palabra police en blanco en la parte delanter. 

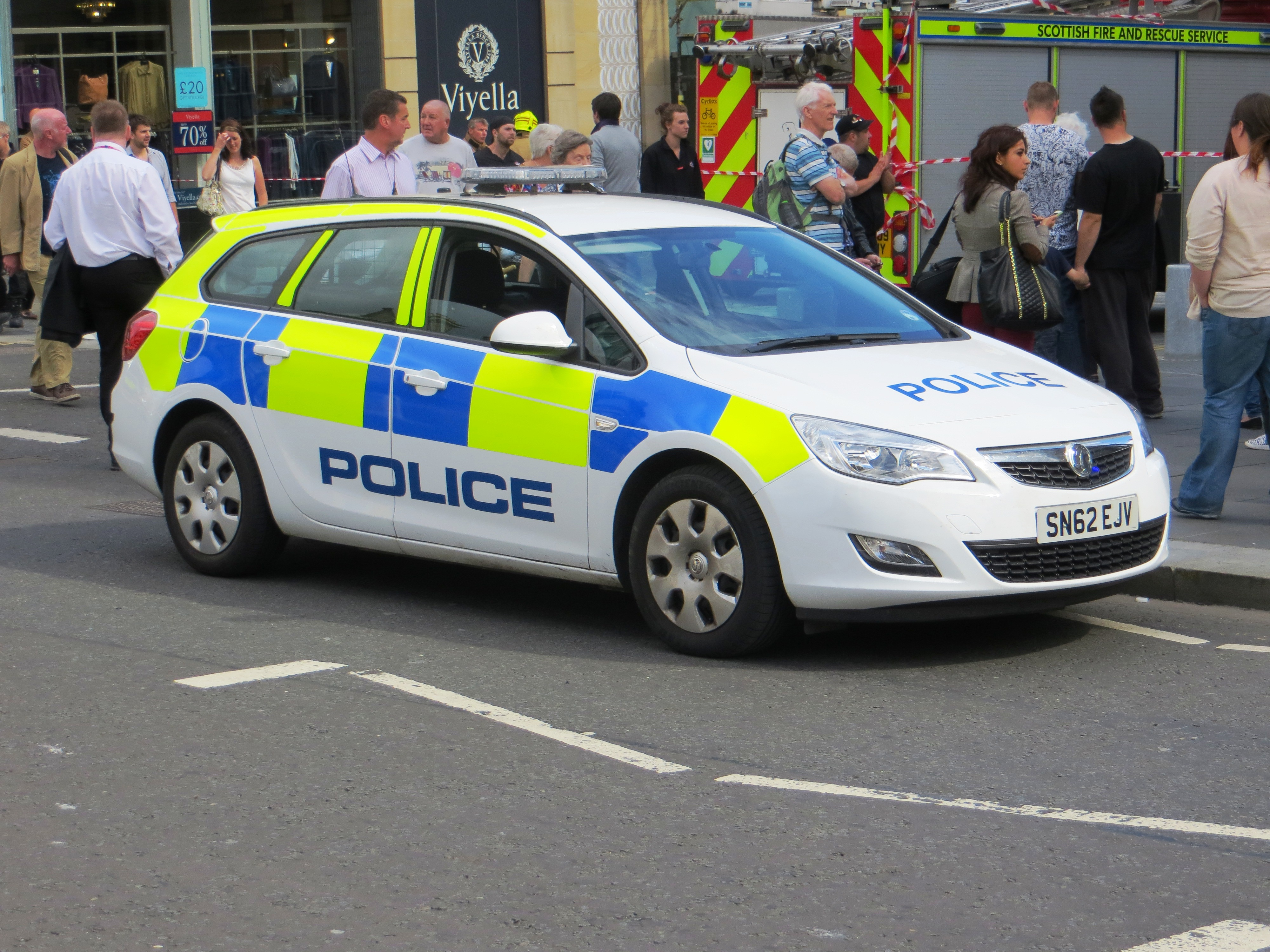
Opel Astra de la Policía de Escocia en Edimburgo

El equipo personal de un agente consiste en un cinturón de servicio policial que porta esposas (TCH o Hiatts), una defensa extensible Monadnock, aerosol de defensa Captor PAVA, grilletes para las piernas y un pequeño botiquín de primeros auxilios. El equipo se puede colocar directamente en el chaleco antibalas o llevarlo en un ceñidor. 
Los agentes de las divisiones de Glasgow, Edimburgo, Lothian y Borders, así como los agentes de tráfico (divisiones G, E, J y T respectivamente) reciben ordenadores de mano que se conocen como asistentes de datos personales (PDA) en lugar de una libreta de bolsillo. Todos los agentes de la Policía de Escocia, cuando están de servicio, reciben radios Motorola MTH800 para su uso con la red que se está reemplazando como parte de la nueva red del gobierno.

### Vehículos

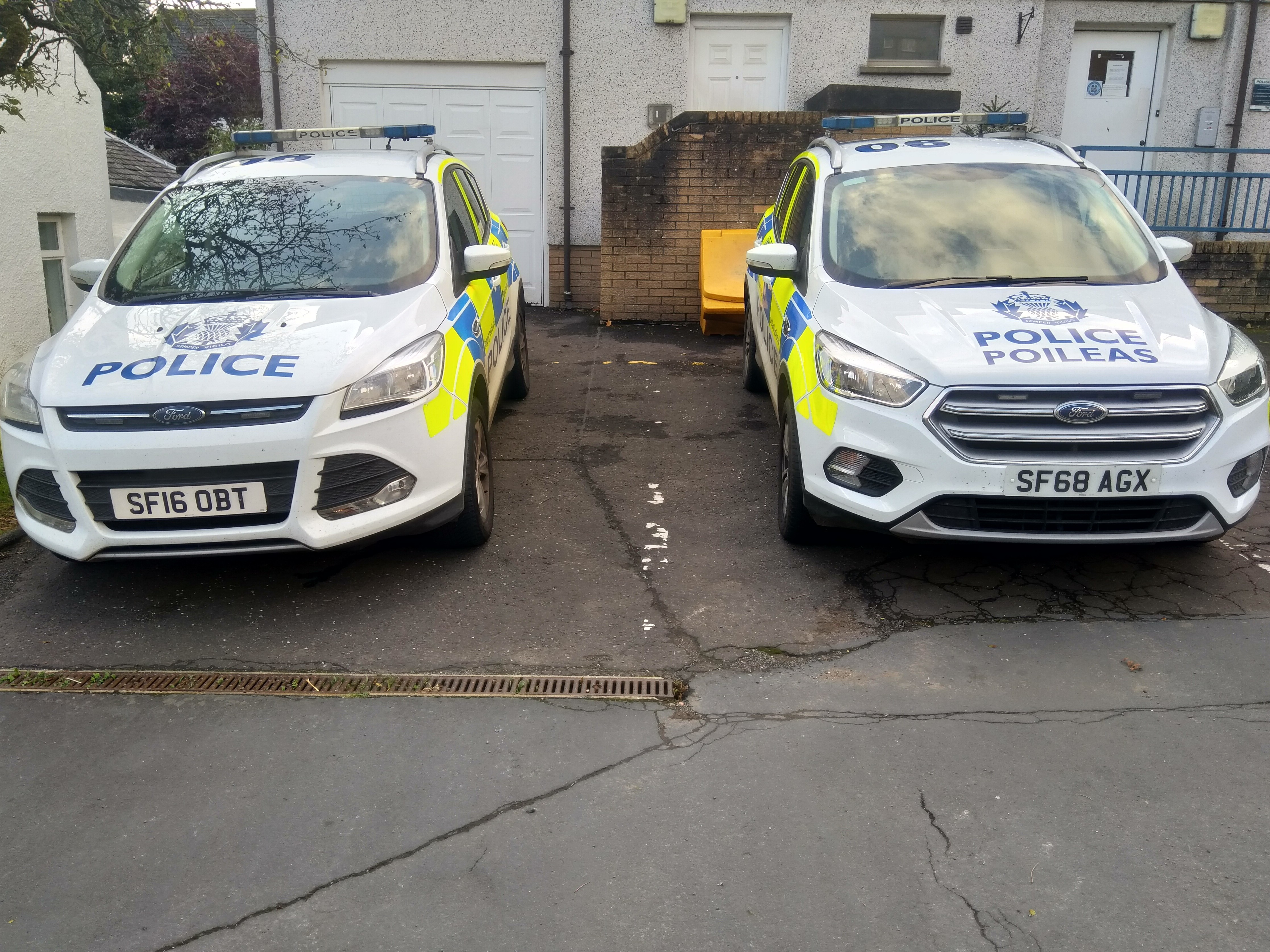
Rotulación monolingüe y bilingüe (inglés/gaélico) de vehículos. Muestran una insignia real estilizada de Escocia y el lema en latín SEMPER VIGILO

Police Scotland tiene una flota de aproximadamente 3750 vehículos. Casi todos los vehículos llevan la rotulación diseñada con el patrón de alta visibilidad Battenburg. 
Algunos de los vehículos de patrulla más comunes utilizados incluyen: 

#### Vehículos de respuesta y comunitarios
Coches 
- Ford Focus
- Opel Astra
- Peugot 308

Furgones 
- Ford Transit
- Ford Connect
- Ford Transit personalizada

#### Vehículos rurales
- Ford Kuga
- Mitsubishi Outlander
- Land Rover Defender

#### Vehículos especializados (vigilancia vial, respuesta armada, etc. )
- Volvo V90
- Volvo XC90
- BMW 530D xDrive
- BMW 525D
- BMW 330D xDrive
- BMW X5

## Número de teléfono 101
El 21 de febrero de 2013 se introdujo en Escocia un número de teléfono nacional de policía para no emergencias: el número 101, llamado habitualmente Police 101, después de haber tenido éxito en Gales y más tarde en Inglaterra. Cuando una persona que marca 101, el sistema determina la ubicación de la persona que llama y la conecta con un administrador de llamadas en el centro de servicio de la policía para el área adecuada. El teléfono está diseñado para situaciones en las que no se requiere una respuesta de emergencia para reducir así la presión sobre el sistema de emergencias del número 999 . 

## Vigilancia del transporte
Existen propuestas en curso, respaldadas por el Gobierno de Escocia, para que la división escocesa (División D) de la Policía de Transporte Británica (BTP) se fusione con la Policía de Escocia. En agosto de 2016, el gobierno escocés anunció que su programa para el próximo año incluiría un proyecto de ley de policía ferroviaria que proporcionaría legislación primaria para la plena integración de las funciones de la Policía de Transporte Británica en Escocia en la Policía de Escocia e inició una amplia consulta sobre el asunto. Sin embargo, la propuesta ha recibido críticas debido al impacto potencial que tendría en la BTP y su futuro en el resto de Gran Bretaña como fuerza.
En 2017, se aprobó el Proyecto de Ley de Policía Ferroviaria de Escocia y el proyecto recibió la aprobación real; sin embargo, en agosto de 2018, la integración de la policía ferroviaria en Escocia se suspendió en medio de preocupaciones sobre los oficiales de la Policía de Escocia y los sindicatos ferroviarios sobre la fusión. 
Se anunció que si la BTP se unía a la Policía de Escocia, se crearía una Unidad de Policía Ferroviaria especializadapara hacer frente a incidentes ferroviarios. 
Otras propuestas respaldadas por el gobierno escocés incluyen la fusión de la Policía Nuclear Civil (CNC) y la Policía del Ministerio de Defensa (MDP) en la Policía de Escocia. 